# 本城駅
本城駅（ほんじょうえき）は、福岡県北九州市八幡西区力丸町にある、九州旅客鉄道（JR九州）筑豊本線（若松線）の駅である。駅番号はJE02。

## 歴史
- 2003年（平成15年）3月15日：開業[3][2]。
- 2009年（平成21年）3月1日：ICカード「SUGOCA」の利用が可能となる[4]。
- 2017年（平成29年）3月4日：若松駅 - 新入駅間（折尾駅を除く）の10駅と共に駅遠隔案内システム（Smart Support Station）「ANSWER」の導入に伴い無人化[5][6]。

## 駅構造
島式ホーム1面2線を有する地上駅で橋上駅舎を有し、高架式の駐輪場が併設されている。1969年（昭和44年）まで設置されていた本城信号場付近に建設されている。当駅の建設により周囲の道路が再整備され、以前は国道で分断されて大きく回り道をしなければならなかったところにも信号機と横断歩道がついて渡れるようになった。橋上駅舎を自転車も通れる歩道橋として使えるほか、小規模の整備が各所で行われた。
無人駅であり自動券売機および自動改札機が設置されている。SUGOCA等のICカードと磁気券が利用可能である。自動改札機の磁気券投入口は塞がれているが、本城駅では磁気券を投入せずにそのまま通過し、降車時は運賃箱に磁気券、運賃等を投入する。また、無記名式SUGOCAを自動券売機で新規発行が可能である。2017年3月4日以降は駅遠隔案内システム「ANSWER」が導入されている（中間駅併設のサポートセンターからの遠隔管理）。

### のりば
| のりば | 路線   | 方向 | 行先     |
| ------ | ------ | ---- | -------- |
| 1      | 若松線 | 上り | 若松方面 |
| 2      | 若松線 | 下り | 折尾方面 |

## 利用状況
2020年（令和2年）度の1日平均乗車人員は860人である。
JR九州及びとうけい北九州によると、近年の1日平均乗車人員の推移は下記の通り。
| 年度   | 1日平均 乗車人員 |
| ------ | ---------------- |
| 2002年 | 601              |
| 2003年 | 828              |
| 2004年 | 1,003            |
| 2005年 | 1,098            |
| 2006年 | 1,165            |
| 2007年 | 1,171            |
| 2008年 | 1,165            |
| 2009年 | 1,171            |
| 2010年 | 1,221            |
| 2011年 | 1,270            |
| 2012年 | 1,289            |
| 2013年 | 1,325            |
| 2014年 | 1,277            |
| 2015年 | 1,317            |
| 2016年 | 1,290            |
| 2017年 | 1,232            |
| 2018年 | 1,187            |
| 2019年 | 1,121            |
| 2020年 | 860              |

備考
1. ↑  2003年3月15日開業。開業日から同年3月31日までの計17日間を集計したデータ。

## 駅周辺

### 北側
- 立体駐輪場[1]
- ロータリー/タクシーのりば
- コインパーキング（4台分。20分以内の駐車は無料）
- 国道199号
- 北九州市営本城西団地
- 福岡県道11号有毛引野線
- 県営本城西団地
- 北九州市営バス 本城駅バス停（ターミナル内。折尾駅西口行き「67」と、2020年10月3日のダイヤ改正からは産業医科大学病院方面の路線「38循」が発着しており、いずれも平日のみの運行となっていた[10]が、両方とも廃止され、現在は折尾駅方面の路線「31循」のみが発着している（土日祝日も運行）。）
- 北九州市立医生丘小学校
- 産業医科大学
- 北九州市立本城陸上競技場
- 北九州学術研究都市[1]
- 西日本シティ銀行本城支店

### 南側
- 北九州市営折尾東団地
- 市立年長者いこいの家
- 西日本新聞折尾支局
- 県営住宅折尾東団地
- 北九州市立本城中学校
- 北九州市立赤坂小学校

## 隣の駅
九州旅客鉄道（JR九州）
 若松線（筑豊本線）
二島駅（JE03） - 本城駅（JE02） - 折尾駅（JE01/JC26）